# Феррацци, Пьерпаоло
Пьерпаоло Феррацци (родился 23 июля 1965 года в городе Бассано-дель-Граппа) — итальянский слалом каноист. Принимал участие в соревнованиях с конца 1980-х до середины 2000-х (десятилетие) годов.

## Спортивные достижения
Пьерпаоло Феррацци участвовал в четырёх летних Олимпийских играх, где завоевал две медали, в дисциплине К-1 — золотую в 1992 году и бронзовую в 2000 году.
Феррацци также завоевал три серебряные медали в дисциплине К-1 (общекомандный зачет) на чемпионатах мира по гребному слалому, организованных Международной федерацией каноэ в 1989, 2002 и 2005 годах.
Был дважды первым на кубке мира в дисциплине К-1 в 1990 и 1992 годах. На чемпионате Европы завоевал в общей сложности три медали (2 золотые и 1 бронзовые).